# I satanici riti di Dracula
I satanici riti di Dracula (The Satanic Rites of Dracula) è un film del 1973 diretto da Alan Gibson.

## Trama
Il professor Lorrimer Van Helsing e Scotland Yard indagano sui partecipanti ad una setta satanica. La loro base è nell'istituto "Psychical Examination and Research Group" (PERGE). Uno degli indagati muore e le ricerche portano al Conte Dracula, che vuole diffondere un pericoloso virus.